# Vilan
För andra betydelser, se Vilan (olika betydelser).
Vilan är en stadsdel i sydöstra Uppsala, ingående i den sammanhängande tätorten Sävja tillsammans med bland annat Nåntuna, Bergsbrunna och Sävja. Vilan tillhör Sydöstra staden och ligger cirka 5 km sydost om centrala Uppsala.
Bebyggelsen består främst av villor, samt i mindre omfattning av kedjehus. Det finns närhet till grönområden och bland annat ett elljusspår.